# Furukawa Group

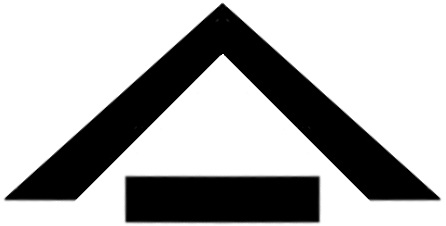
Gemeinsames „yamaichi“-Logo

Die Furukawa Group (jap. 古河グループ Furukawa Gurūpu) ist ein bis 1875 zurückreichender japanischer Keiretsu, der unter anderem in den Bereichen Elektronik, Elektrotechnik, chemische Industrie (Pflanzenschutzmittel) und Maschinenbau (Robotik) tätig ist.
Vorläufer der Gruppe ist der Furukawa-Zaibatsu, der nach dem Zweiten Weltkrieg von den amerikanischen Besatzungsbehörden (SCAP/GHQ) aufgelöst wurde. Der Gründer war Furukawa Ichibei. Nach dem Krieg verbanden sich die Unternehmen des Zaibatsu durch (Überkreuz-)Beteiligungen lose miteinander, womit sie formal voneinander unabhängig blieben, und bildeten die Furukawa Group. Geleitet wird die Unternehmensgruppe vom Furukawa Sansuikai (古河三水会), zehn Kernunternehmen des vorigen Zaibatsu. Insgesamt besteht die Gruppe aus 51 Unternehmen.

## Mitgliedsunternehmen
Die 51 Mitgliedsunternehmen sind, mit den 10 Kernunternehmen kursiv hervorgehoben:
| japanischer Name                 | englischer Name                                    |                                  |
| Metallverarbeitung und Gerätebau | Metallverarbeitung und Gerätebau                   | Metallverarbeitung und Gerätebau |
| -------------------------------- | -------------------------------------------------- | -------------------------------- |
| Furukawa Kikai Kinzoku K.K.      | Furukawa Co., Ltd.                                 |                                  |
| Nippon Keikinzoku K.K.           | Nippon Light Metal Company, Ltd.                   |                                  |
| Nihon Seihaku K.K.               | Nippon Foil Mfg. Co., Ltd.                         |                                  |
| Furukawa-Sky K.K.                | Furukawa-Sky Aluminum Corp.                        |                                  |
| K.K. Furukawa Techno Material    | Furukawa Techno Material Co., Ltd.                 |                                  |
| Nippon Gear Kōgyō K.K.           | Nippon Gear Co., Ltd.                              |                                  |
| Elektrotechnik                   |                                                    |                                  |
| Furukawa Denki Kōgyō K.K.        | Furukawa Electric Co., Ltd.                        |                                  |
| Fuji Denki K.K.                  | Fuji Electric Co., Ltd.                            |                                  |
| Fujitsū K.K.                     | Fujitsu Limited                                    |                                  |
| Furukawa Denchi K.K.             | The Furukawa Battery Co., Ltd.                     |                                  |
| Riken Densen K.K.                | Riken Electric Wire Co., Ltd.                      |                                  |
| Furukawa AS K.K.                 | Furukawa Automotive Systems Inc.                   |                                  |
| Okano Densen K.K.                | Okano Cable Co., Ltd.                              |                                  |
| Miharu Tsūshin K.K.              | Miharu Communications Inc.                         |                                  |
| Shōdensha K.K.                   | Shodensha Co., Ltd.                                |                                  |
| Fuji Denki Kiki Kiseigyo K.K.    | Fuji Electric FA Components & Systems Co., Ltd.    |                                  |
| Fuji Denki Retail Systems K.K.   | Fuji Electric Retail Systems Co., Ltd.             |                                  |
| K.K. Advantest                   | Advantest Corporation                              |                                  |
| K.K. Fujitsū General             | Fujitsu General Limited                            |                                  |
| Shinkō Denki Kōgyō K.K.          | Shinko Electric Industries Co., Ltd.               |                                  |
| Fujitsū Frontech K.K.            | Fujitsu Frontech Limited                           |                                  |
| FDK K.K.                         | FDK Corporation                                    |                                  |
| Fujitsū Telecom Networks K.K.    | Fujitsu Telecom Networks Limited                   |                                  |
| Fujitsū Ten K.K.                 | Fujitsu Ten Limited                                |                                  |
| K.K. PFU                         | PFU Limited                                        |                                  |
| Chemie                           |                                                    |                                  |
| K.K. Adeka                       | Adeka Corporation                                  |                                  |
| Yokohama Gomu K.K.               | The Yokohama Rubber Co., Ltd.                      |                                  |
| Nippon Zeon K.K.                 | Zeon Corporation                                   |                                  |
| K.K. Tohpe                       | Tohpe Corporation                                  |                                  |
| Nihon Nōyaku K.K.                | Nihon Nohyaku Co., Ltd.                            |                                  |
| Kantō Denka Kōgyō K.K.           | Kanto Denka Kogyo Co., Ltd.                        |                                  |
| C. I. Kasei K.K.                 | C. I. Kasei Company, Limited                       |                                  |
| Dienstleistung                   |                                                    |                                  |
| Asahi Seimei Hoken S.K.          | Asahi Mutual Life Insurance Co.                    |                                  |
| K.K. Mizuho Corporate Ginkō      | Mizuho Corporate Bank, Ltd.                        |                                  |
| Furukawa Ringyō K.K.             | The Furukawa Ringyo Co., Ltd.                      |                                  |
| Furukawa Sangyō K.K.             | Furukawa Sangyo Kaisya, Ltd.                       |                                  |
| Furukawa Butsuryū K.K.           | Furukawa Logistics Corp.                           |                                  |
| Fuji Furukawa E&C K.K.           | Fuji Furukawa Engineering & Construction Co., Ltd. |                                  |
| Fuji Denki IT Solution K.K.      | Fuji Electric IT Solutions Co., Ltd.               |                                  |
| Fuji Office & Life Service K.K.  | Fuji Office & Life Service Corp.                   |                                  |
| K.K. Fujitsū Marketing           | Fujitsu Marketing Limited                          |                                  |
| K.K. Fujitsū Fsas                | Fujitsu Fsas Inc.                                  |                                  |
| Fujitsū Network Solutions K.K.   | Fujitsu Network Solutions Limited                  |                                  |
| Fujitsū FIP K.K.                 | Fujitsu FIP Corporation                            |                                  |
| K.K. Fujitsū Personals           | Fujitsu Personal System Limited                    |                                  |
| Nikkei Sangyō K.K.               | Nikkei Sangyo Co., Ltd.                            |                                  |
| Shibusawa Sōko K.K.              | The Shibusawa Warehouse Co., Ltd.                  |                                  |
| K.K. Mizuho Ginkō                | Mizuho Bank, Ltd.                                  |                                  |
| Mizuho Shōken K.K.               | Mizuho Securities Co., Ltd.                        |                                  |
| Mizuho Investors Shōken K.K.     | Mizuho Investors Securities Co., Ltd.              |                                  |
| K.K. Songai Hoken Japan          | Sompo Japan Insurance Inc.                         |                                  |